# Station Munkzwalm
Station Munkzwalm is een spoorwegstation langs de Belgische spoorlijn 89 (Denderleeuw-Kortrijk) in Munkzwalm, een deelgemeente van Zwalm. Sinds augustus 2017 is het gebouw verbouwd tot eethuis.

## Geschiedenis
Munkzwalm beschikt over een haltegebouw van het type 1893 L6. In 1985 werd het gebouw ingrijpend gerenoveerd. Anno 2009 staat het echter leeg.
Hoewel Munkzwalm aan een overweg ligt langswaar de overkant van de sporen veilig bereikt kan worden, heeft men in 1991 toch een verbindingstunnel onder de sporen aangelegd. Dit gebeurde in het kader van verfraaiingswerken.
Op 21 oktober 2005 werd bij werken aan de halte een obus blootgelegd.

## Infrastructuur
De stopplaats Munkzwalm ligt op 27,5 km van Denderleeuw, aan de overweg van de Zuidlaan. Aan de andere kant van de perrons is er een verbindingstunnel voor voetgangers en fietsers onder de sporen.

## Galerij

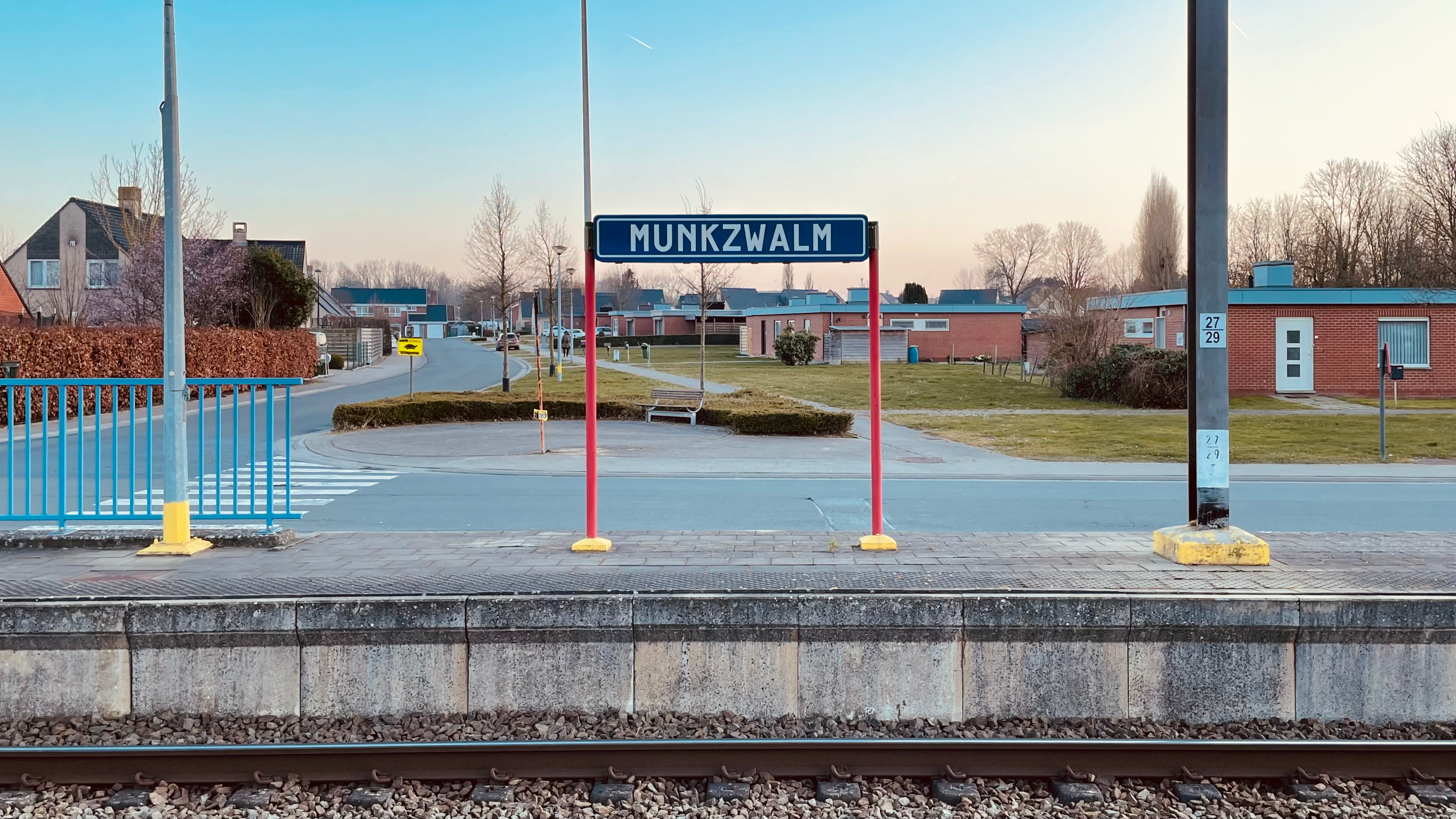
Plaatsnaambord
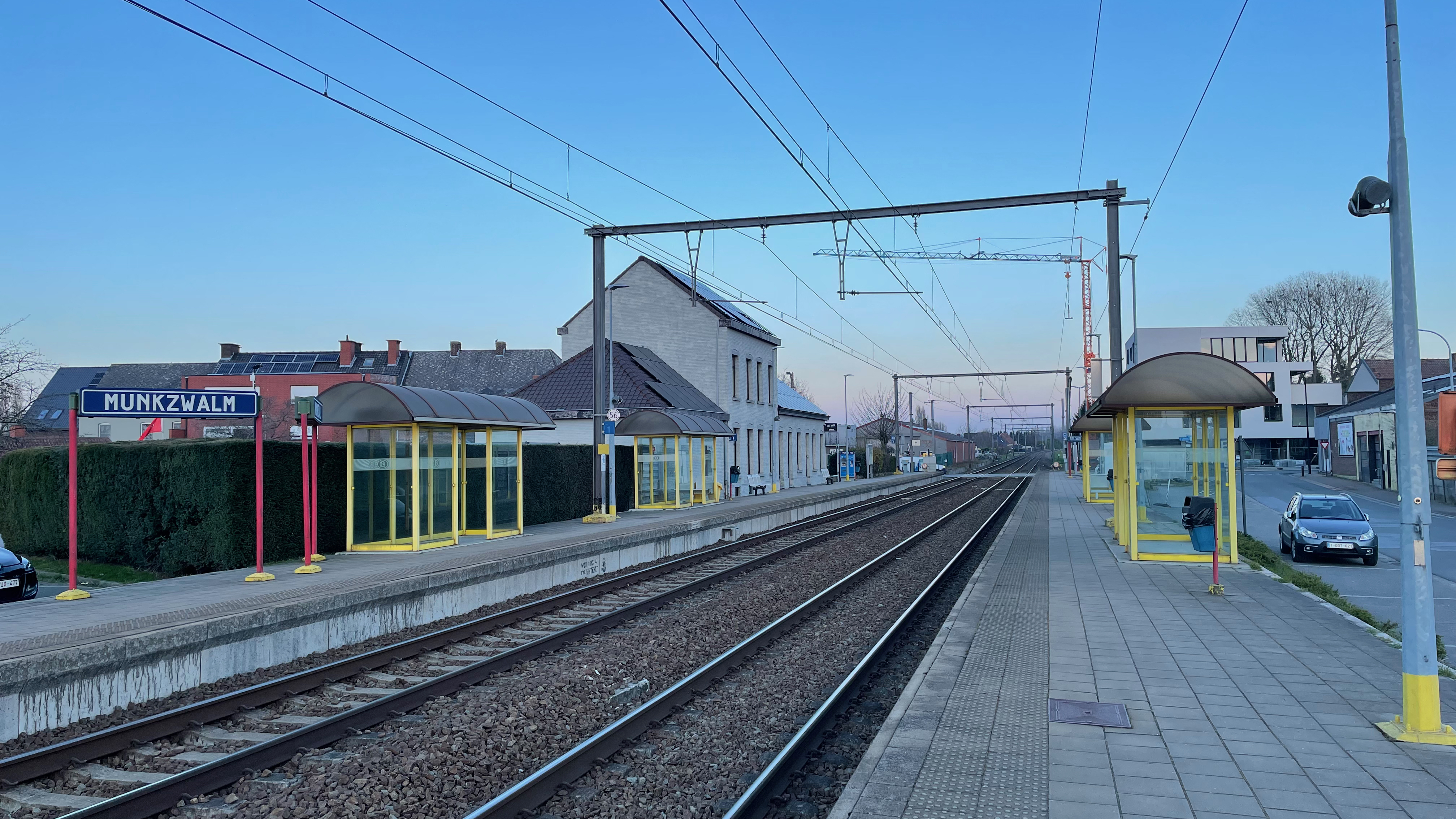
Zicht op het perron
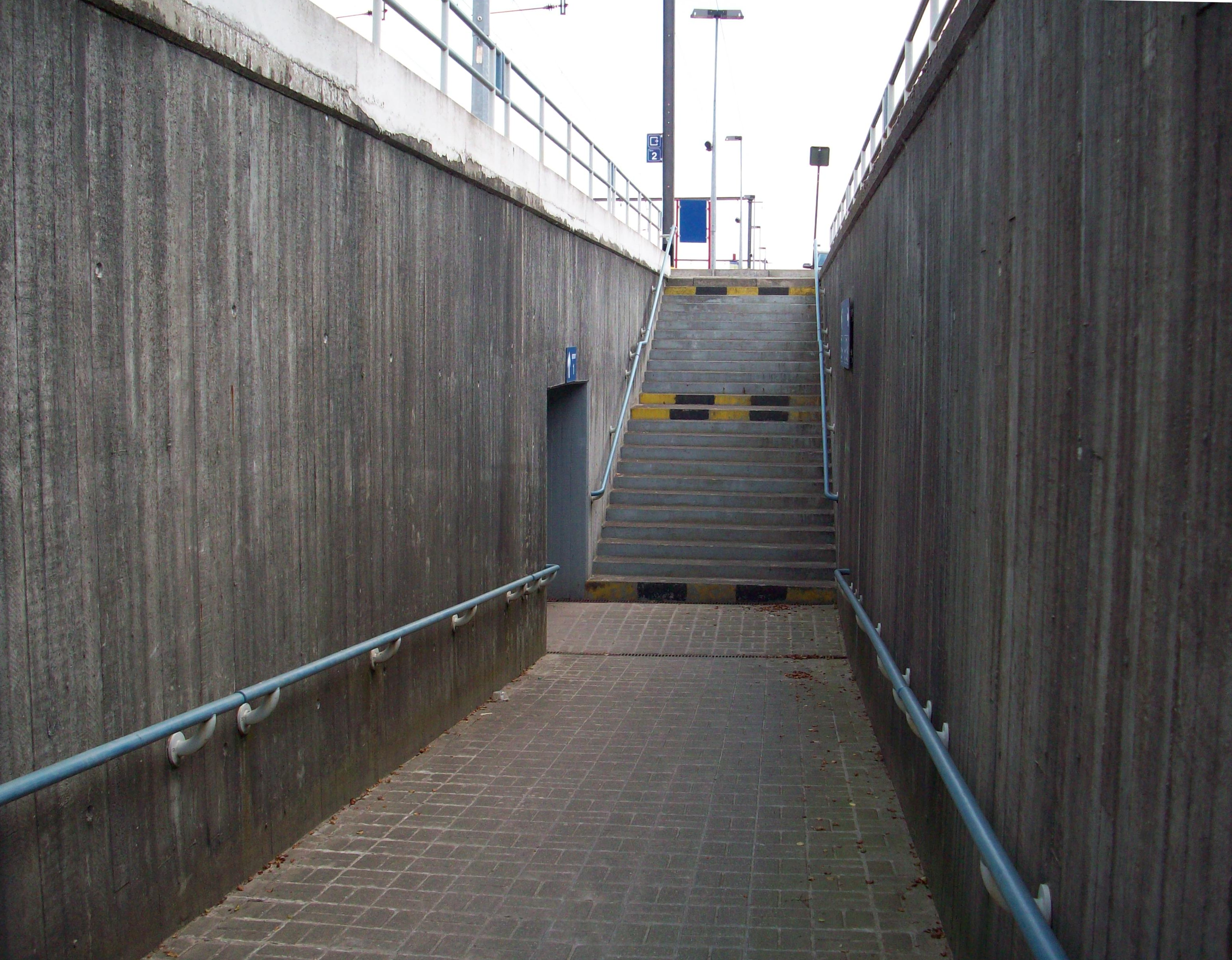
Tunnel onder de sporen
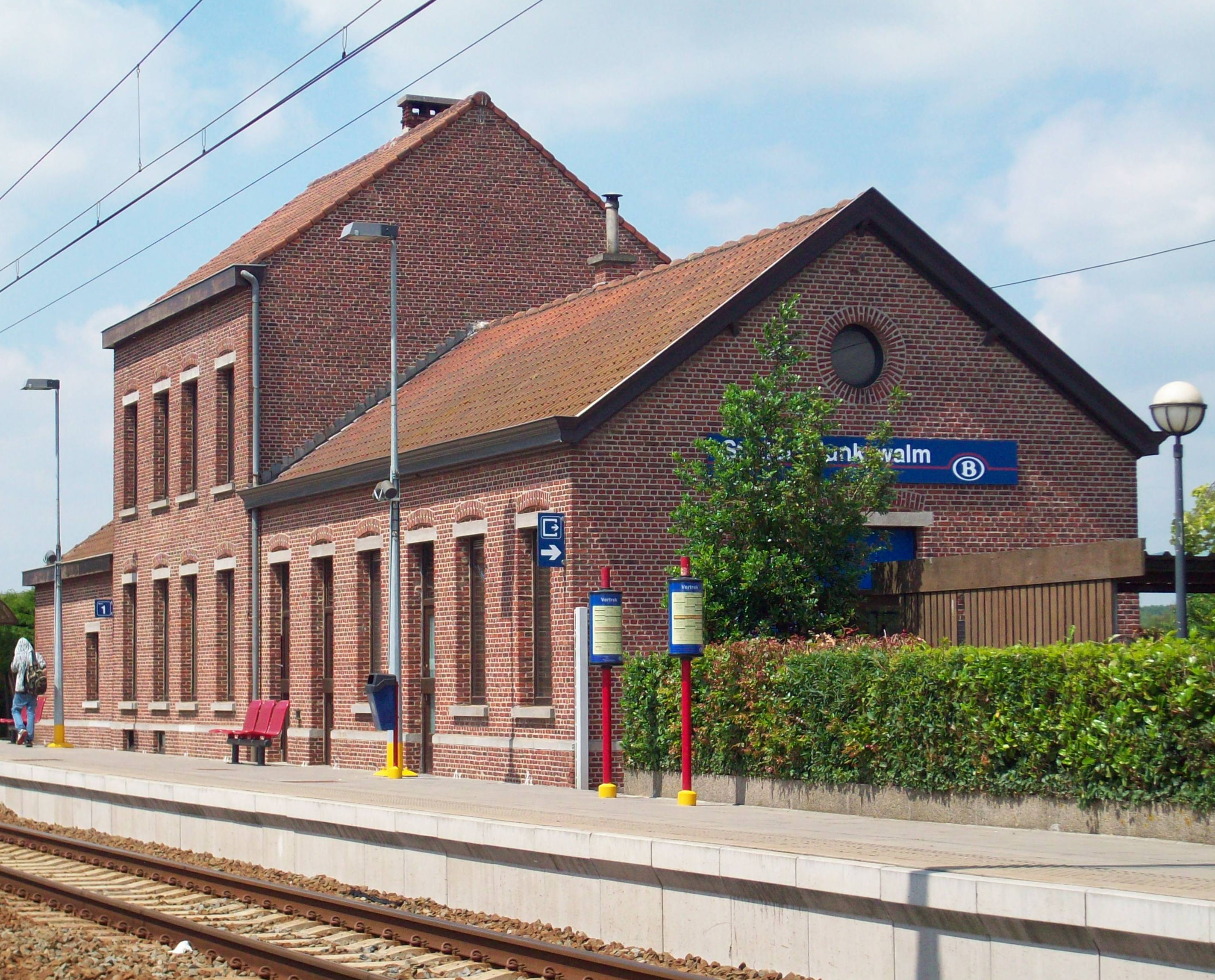
Stationsgebouw (2009)
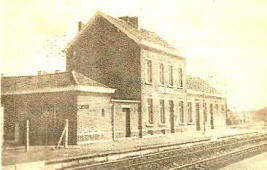
Oude prentkaart station Munkzwalm

## Treindienst
| Serie       | Treinsoort          | Route                                                                               | Bijzonderheden                               |
| ----------- | ------------------- | ----------------------------------------------------------------------------------- | -------------------------------------------- |
| IC 23       | Intercity (NMBS)    | Brussels Airport-Zaventem – Brussel-Zuid – Munkzwalm – Kortrijk – Brugge – Oostende | Stopt in het weekend bijkomend in Munkzwalm. |
| L 1650      | L-trein (NMBS)      | Zottegem – Munkzwalm – Oudenaarde – Kortrijk                                        | Rijdt alleen op werkdagen.                   |
| P 7950/8950 | Piekuurtrein (NMBS) | Kortrijk – Munkzwalm – Brussel-Zuid – Schaarbeek                                    | Rijdt alleen op werkdagen.                   |

## Reizigerstellingen
De grafiek en tabel geven het gemiddeld aantal instappende reizigers weer op een week-, zater- en zondag.
| Tabel: aantal instappende reizigers station Munkzwalm | Tabel: aantal instappende reizigers station Munkzwalm | Tabel: aantal instappende reizigers station Munkzwalm | Tabel: aantal instappende reizigers station Munkzwalm |
|                                                       | Weekdag                                               | Zaterdag                                              | Zondag                                                |
| ----------------------------------------------------- | ----------------------------------------------------- | ----------------------------------------------------- | ----------------------------------------------------- |
| 1977                                                  | 402                                                   | 37                                                    | 23                                                    |
| 1978                                                  | 627                                                   | 27                                                    | 16                                                    |
| 1979                                                  | 373                                                   | 37                                                    | 30                                                    |
| 1980                                                  | 359                                                   | 28                                                    | 12                                                    |
| 1981                                                  | 429                                                   | 27                                                    | 27                                                    |
| 1982                                                  | 332                                                   | 24                                                    | 38                                                    |
| 1983                                                  | 403                                                   | 22                                                    | 28                                                    |
| 1984                                                  | 433                                                   | 31                                                    | 41                                                    |
| 1985                                                  | 442                                                   | 50                                                    | 50                                                    |
| 1986                                                  | 468                                                   | 60                                                    | 43                                                    |
| 1987                                                  | 462                                                   | 52                                                    | 39                                                    |
| 1988                                                  | 427                                                   | 52                                                    | 24                                                    |
| 1989                                                  | 480                                                   | 43                                                    | 28                                                    |
| 1990                                                  | 433                                                   | 40                                                    | 43                                                    |
| 1991                                                  | 435                                                   | 33                                                    | 26                                                    |
| 1992                                                  | 466                                                   | 37                                                    | 21                                                    |
| 1993                                                  | 473                                                   | 32                                                    | 22                                                    |
| 1994                                                  | 472                                                   | -                                                     | -                                                     |
| 1995                                                  | 406                                                   | -                                                     | -                                                     |
| 1996                                                  | 423                                                   | -                                                     | -                                                     |
| 1997                                                  | 406                                                   | -                                                     | -                                                     |
| 1998                                                  | 418                                                   | 105                                                   | 54                                                    |
| 1999                                                  | 382                                                   | 63                                                    | 44                                                    |
| 2000                                                  | 340                                                   | 53                                                    | 56                                                    |
| 2001                                                  | 428                                                   | 56                                                    | 60                                                    |
| 2002                                                  | 364                                                   | 66                                                    | 46                                                    |
| 2003                                                  | 360                                                   | 74                                                    | 44                                                    |
| 2004                                                  | 294                                                   | 77                                                    | 42                                                    |
| 2005                                                  | 317                                                   | 92                                                    | 76                                                    |
| 2006                                                  | 325                                                   | 88                                                    | 77                                                    |
| 2007                                                  | 348                                                   | 88                                                    | 74                                                    |
| 2008                                                  | -                                                     | -                                                     | -                                                     |
| 2009                                                  | 326                                                   | 79                                                    | 58                                                    |
| 2010                                                  | -                                                     | -                                                     | -                                                     |
| 2011                                                  | -                                                     | -                                                     | -                                                     |
| 2012                                                  | 337                                                   | 95                                                    | 70                                                    |
| 2013                                                  | 347                                                   | 89                                                    | 95                                                    |
| 2014                                                  | 336                                                   | 83                                                    | 159                                                   |
| 2015                                                  | 247                                                   | 70                                                    | 72                                                    |
| 2016                                                  | 291                                                   | 97                                                    | 104                                                   |
| 2017                                                  | 289                                                   | 121                                                   | 118                                                   |
| 2018                                                  | 279                                                   | 97                                                    | 94                                                    |
| 2019                                                  | 225                                                   | 70                                                    | 80                                                    |
| 2020                                                  | 178                                                   | 71                                                    | 53                                                    |
| 2021                                                  | -                                                     | -                                                     | -                                                     |
| 2022                                                  | 315                                                   | 115                                                   | 109                                                   |
| 2023                                                  | 283                                                   | 79                                                    | 74                                                    |
| 2024                                                  | 299                                                   | 120                                                   | 106                                                   |

0,0: Denderleeuw ·
2,1: Welle ·
3,9: Haaltert ·
6,5: Ede ·
11,2: Burst ·
13,0: Terhagen ·
14,3: Herzele ·
16,0: Hillegem ·
17,6: Leeuwergem ·
20,2: Zottegem ·
25,8: Roborst ·
27,5: Munkzwalm ·
30,0: Sint-Denijs-Boekel ·
32,5: Welden ·
34,7: Ename ·
37,5: Oudenaarde ·
41,0: Petegem ·
43,2: Elsegem ·
45,7: Anzegem ·
49,1: Sterhoek ·
53,8: Vichte ·
56,6: Deerlijk ·
59,8: Stasegem ·
63,3: Kortrijk